# Omul ploii
Omul ploii (titlu original: Rain Man) este un film american din 1988, regizat de Barry Levinson după scenariul lui Barry Morrow și Ronald Bass. El prezintă povestea unui yuppie egoist, Charlie Babbitt, care descoperă că tatăl său înstrăinat a murit și și-a lăsat moștenire întreaga avere de milioane de dolari celuilalt fiu al său, Raymond, un savant autist de a cărei existență Charlie nu avea cunoștință.
Rolurile principale sunt interpretate de Dustin Hoffman (Raymond Babbitt), Tom Cruise (Charlie Babbitt) și Valeria Golino (prietena lui Charlie, Susanna). Morrow a creat personajul Raymond, după întâlnirea cu Kim Peek, un savant real; caracterizarea lui s-a bazat pe discuțiile cu Peek și Bill Sackter, un bun prieten al lui Morrow, care a fost subiectul filmului Bill, un film anterior al cărui scenariu fusese scris de Morrow. Rain Man a primit recenzii pozitive la momentul premierei sale, fiind lăudată interpretarea lui Hoffman și inteligența și gradul de sofisticare ale scenariului.
Filmul a câștigat patru premii Oscar la Gala Premiilor Oscar din martie 1989 și anume premiile pentru cel mai bun film, cel mai bun scenariu original, cel mai bun regizor și cel mai bun actor pentru Hoffman. Echipa sa tehnică a mai primit și alte patru nominalizări. Filmul a câștigat Ursul de Aur la Festivalul Internațional de Film de la Berlin.

## Rezumat
Charlie Babbitt (Tom Cruise), un dealer auto din Los Angeles, în vârstă de 20 și ceva de ani, este în mijlocul unei afaceri de import a patru mașini Lamborghini. Afacerea este amenințată de Agenția de Protecție a Mediului și, în cazul în care Charlie nu poate îndeplini cerințele agenției, el riscă să piardă o sumă importantă de bani. După un subterfugiu rapid cu un angajat, Charlie pleacă într-o excursie de sfârșit de săptămână la Palm Springs, cu prietena sa, Susanna (Valeria Golino).
Călătoria lui Charlie este anulată ca urmare a veștii că tatăl său înstrăinat, Sanford Babbitt, a murit. Charlie merge la Cincinnati, Ohio, pentru a soluționa problema averii lăsate de tatăl său; el află acolo că un fond mandatar moștenește 3 milioane de dolari, pentru un beneficiar nenumit, în timp ce tot ceea ce primește el este un clasic Buick Roadmaster decapotabil și mai multe tufe de trandafiri. În cele din urmă, el află că banii sunt direcționați către o instituție de boli mintale, unde este internat fratele său autist, Raymond (Dustin Hoffman), de a cărei existență Charlie nu avea anterior cunoștință. Acest lucru îl face pe Charlie să pună întrebarea: "De ce nu mi-a spus nimeni că am avut un frate?"
Deși Raymond are autism, el are, de asemenea, o memorie prodigioasă, deși, de obicei, cu puțină înțelegere a subiectului, și abilități extreme în matematică. El este declarat a fi savant de către unii medici. Raymond este speriat de schimbare și are o rutină strictă (de exemplu, repetarea continuă a unei secvențe din "Who's on First?"). Cu excepția cazului când este în primejdie, el arată puțină expresie emoțională și evită contactul cu ochii. Indiferent la ideea că are un frate și determinat să obțină ceea ce credea că este partea sa echitabilă din averea lui Babbitt, Charlie îl ia cu el pe Raymond în ceea ce devine o excursie de străbatere a țării cu mașina (din cauza fricii de zbor cu avionul a lui Raymond) către Los Angeles pentru a se întâlni cu avocații săi. Charlie intenționează să înceapă o luptă pentru custodie, în scopul de a-l determina pe medicul lui Raymond, dr. Gerald R. Bruner (Jerry Molen) să accepte o înțelegere în afara instanței pentru a-i ceda jumătate din averea lui Sanford Babbitt, astfel ca instituția de boli mintale să-și poată menține custodia asupra lui Raymond. Susanna, dezgustată de egocentrismul lui Charlie și de încercările sale de a se folosi de fratele său ca un pion pentru a câștiga bani, îl lasă pe Charlie la Cincinnati și dispare.
În cursul călătoriei, Charlie află multe lucruri despre autismul lui Raymond, de care îl credea inițial că este vindecabil - rezultând în frustrarea lui frecvent cu ideile fixe ale fratelui său. El află, de asemenea, despre modul în care fratele său a ajuns să fie separat de familia sa, ca urmare a unui accident suferit când a fost lăsat singur cu Charlie, pe când acesta din urmă era un copil mic. Raymond cântă "I Saw Her Standing There" al formației The Beatles așa cum o făcea când Charlie era mic, determinându-l pe Charlie să-și dea seama că Raymond este protectorul său din copilărie, de care și-a amintit în mod greșit ca fiind un prieten imaginar numit "Rain Man". Charlie se dovedește a fi uneori superficial și exploatator, ca atunci când îl ia cu el pe Raymond la Las Vegas pentru a câștiga bani la blackjack, profitând de memoria excelentă a acestuia. Cu toate acestea, spre sfârșitul călătoriei lor, Charlie devine el-însuși un protector al lui Raymond și ajunge să-l iubească cu adevărat.
Charlie se întâlnește în cele din urmă cu avocatul său pentru a încerca să-și obțină partea sa de moștenire, dar decide apoi că nu-i mai pasă de bani și vrea doar să aibă custodia fratelui său. Cu toate acestea, la o întâlnire cu un psihiatru numit de tribunal și cu dr. Bruner, Raymond nu este în măsură să decide exact ceea ce vrea. În cele din urmă, psihiatrul îl presează pe Raymond să ia decizia, supărându-l pe acesta și determinându-l pe Charlie să-i ceară doctorului să renunțe. I se permite lui Raymond să se întoarcă acasă la Cincinnati. Charlie, care a câștigat un frate nou și s-a domolit considerabil, îi promite lui Raymond că-l va vizita în două săptămâni.

## Distribuție
- Dustin Hoffman - Raymond Babbitt
- Tom Cruise - Charlie Babbitt
- Valeria Golino - Susanna
- Jerry Molen - dr. Bruner
- Jack Murdock - John Mooney
- Michael D. Roberts - Vern
- Ralph Seymour - Lenny
- Lucinda Jenney - Iris
- Bonnie Hunt - Sally Dibbs
- Barry Levinson - dr. Murston (necreditat)
- Ray Baker - dl. Kelso
- Kim Robillard - medicul generalist
- Bryon P. Caunar - omul vorbăreț din sala de așteptare

## Recepție

### Recepție critică
Rain Man a fost în general bine primit de către critici. El a obținut un rating de 87% pe situl Rotten Tomatoes cu un scor mediu de 7.7/10. Vincent Canby de la The New York Times a numit Rain Man un "film modest, decent și uneori amuzant"; interpretarea lui Hoffman a fost o "probă de virtuozitate susținută... [care] nu face conexiuni de durată cu emoțiile." Canby l-a considerat "adevăratul personaj central al filmului" pentru a-l "încurca economic și emoțional pe disperatul Charlie, frumos interpretat de dl. Cruise."
Amy Dawes de la Variety a scris că "una dintre premizele celui mai intrigant film al anului... este dată de tratamentul instabil"; ea numește scenele de călătorie "grăbite, slab scrise", dar admiră ultima treime a filmului, numind-o o reprezentare a "două ființe foarte izolate", care "descoperă un trecut comun și un atașament profund."
Una dintre cele mai dure recenzii ale filmului a fost dată de criticul Pauline Kael de la revista New Yorker: "Totul în acest film este falsificat atât de umanistic, într-un mod superficial și de joasă presiune. Și imaginea are eficacitate: oameni se plâng de la ea. Desigur că se plâng de ea - este o piesă de kitsch umed."

### Performanță comercială
Rain Man a fost lansat la 16 decembrie 1988 și a fost pe locul 2 la box office în primul week-end (după Gemenii), cu încasări de 7 milioane $. El a ajuns pe locul 1 în week-end-ul 30 decembrie – 2 ianuarie, având încasări de 42 milioane $ pe anul 1988. filmul a devenit filmul din 1988 cu cel mai mari încasări, aducând venituri de 172 milioane $.

### Premii
Rain Man a câștigat premii Oscar pentru cel mai bun film, cel mai bun scenariu original, cel mai bun regizor și cel mai bun actor (Dustin Hoffman). El a fost nominalizat pentru cele mai bune decoruri (Ida Random, Linda DeScenna), cea mai bună imagine (John Seale), cel mai bun montaj și cea mai bună melodie originală.
Filmul a câștigat, de asemenea, Premiul People's Choice ca "filmul dramatic favorit". La Festivalul Internațional de Film de la Berlin, filmul a câștigat premiul Ursul de Aur.